# Alpena (Arkansas)
Alpena é uma cidade  localizada no estado americano de Arkansas, no Condado de Boone e Condado de Carroll.

## Demografia
Segundo o censo americano de 2000, a sua população era de 371 habitantes. 
Em 2006, foi estimada uma população de 392, um aumento de 21 (5.7%).

## Geografia
De acordo com o United States Census Bureau, a localidade tem uma área de 3,5 km², sem área coberta por água. Alpena localiza-se a aproximadamente 331 m acima do nível do mar.

## Localidades na vizinhança
O diagrama seguinte representa as localidades num raio de 32 km ao redor de Alpena. 